# Rhinocochlis nasuta
Rhinocochlis nasuta é uma espécie de gastrópode terrestre indo-malaio da família Dyakiidae (antes entre os Helicarionidae). Foi nomeada por Metcalfe, em 1851, sendo a única espécie de seu gênero (táxon monotípico).

## Descrição da concha e hábitos
Esta espécie de caracol florestal apresenta conchas circulares e translúcidas, quando vistas por cima ou por baixo, com espiral baixa, sinistrogira e cônica. Chegam a 3 centímetros e são caracterizadas por sua superfície quase lisa e verde quando o animal está vivo, pois esta é sua coloração, e também pela ausência de umbílico. Lábio externo fino e formando em sua borda mais distante uma protuberância a modo de nariz (com nasuta provindo de nasutus em latim, que significa nariz grande) e periferia da concha formando um forte ângulo entre a sua face superior e inferior.

## Distribuição geográfica
Rhinocochlis nasuta é uma espécie endêmica de Bornéu (Malásia), ocorrendo em Sarawak e Sabá.